# Marcin Hałaś
Marcin Hałaś (ur. 22 lutego 1968 w Bytomiu) – polski pisarz, poeta, krytyk literacki i teatralny, dziennikarz, publicysta.

## Życiorys

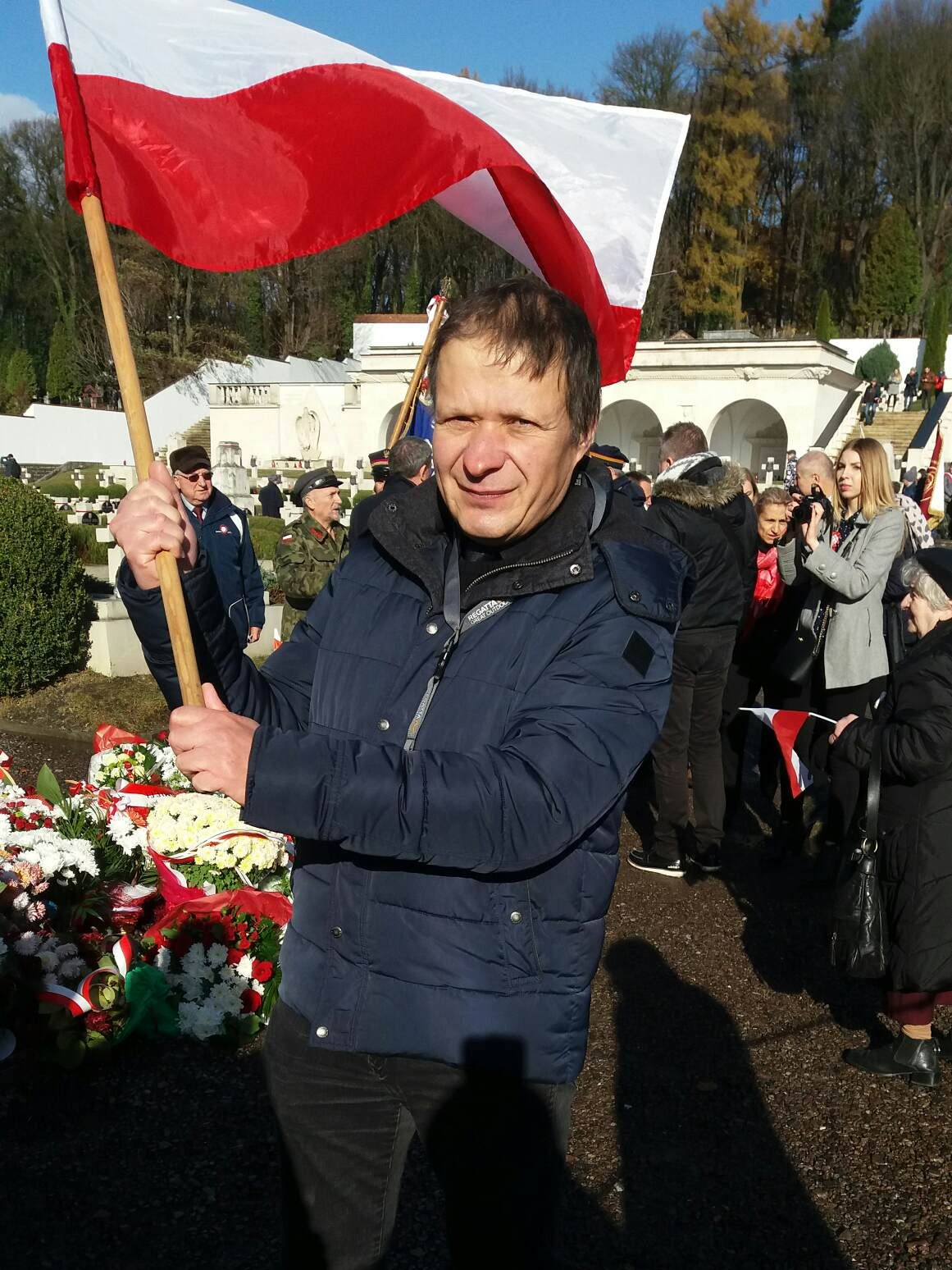
Marcin Hałaś we Lwowie (2018)

Jego rodzice przybyli do Bytomia ze Lwowa jako ekspatrianci. Uczęszczał do Szkoły Podstawowej nr 46 w Bytomiu, następnie ukończył I Liceum Ogólnokształcące im. Jana Smolenia w Bytomiu, gdzie założył w 1985 roku Młodą Grupę Literacką „Reflektor”, która działała do 1990 roku. Ukończył kulturoznawstwo na Uniwersytecie Śląskim z tytułem magistra w 1991 roku. Jego praca magisterska nosiła tytuł Teatr idei. Rzecz o dramatach Bohdana Urbankowskiego, została napisana pod kierunkiem prof. Eleonory Udalskiej. W latach 1988–1990 radny Miejskiej Rady Narodowej w Bytomiu z ramienia Stowarzyszenia „Pax”.
W latach 1996–2003 był redaktorem naczelnym „Życia Bytomskiego”. Członek założyciel Górnośląskiego Towarzystwa Literackiego, członek Związku Literatów Polskich. Od 1992 należy do Związku Literatów Polskich. Od lutego 2007 roku do maja 2010 roku prezes Oddziału Związku Literatów Polskich w Katowicach. W 2013 roku otrzymał trzyletni zakaz wjazdu na teren Ukrainy za publikację książki Oddajcie nam Lwów. Mieszka w Bytomiu.

## Nagrody i stypendia
- nagroda młodych Warszawskiej Jesieni Poezji (1992)[2]
- nagroda wojewody katowickiego dla młodych twórców (1995)[2]
- Nagroda Białego Pióra im. Dariusza Stolarskiego – za wiersze umacniające niepodległość Polski (1999)[2]
- nagroda prezydenta Bytomia w dziedzinie kultury „Muza” (1999)[2]
- stypendysta marszałka województwa śląskiego (2005, 2009[5])[2]
- stypendysta ministra kultury i dziedzictwa narodowego (2008, 2022[potrzebny przypis])[2]
- czterokrotny laureat polsko-czeskiego konkursu poetyckiego „O Skrzydło Ikara”[2]

## Twórczość
Debiutował na łamach „Gościa Niedzielnego” w 1984 roku, publikował m.in. w „Poezji”, „Życiu Literackim”, „Tak i Nie”, „Katoliku”, miesięczniku „Wiara i odpowiedzialność”, „Roczniku Lwowskim”, „Gazecie Lwowskiej” „Śląsku”, „Gazecie Polskiej”. Był współpracownikiem „Gazety Polskiej”, jest publicystą tygodników „Warszawska Gazeta” oraz miesięcznika „Polska Niepodległa”, od grudnia 2012 roku publikował także w „Uważam Rze”. Jest dziennikarzem tygodnika Życie Bytomskie.
W swoim pisarstwie często porusza tematy związane z rodzinnymi miastami: Bytomiem i Lwowem.
Jego twórczością poetycką zajmowali się m.in. Tadeusz Kijonka, Marian Kisiel, Krzysztof Karwat, Zdzisław Łączkowski, Marek Sołtysik, czy Bohdan Urbankowski. Wiesze Marcina Hałasia były tłumaczone na język czeski przez Wilhelma Przeczka i Libora Martinka, a na język rosyjski przez Andrieja Bazyliewskiego.

### Publikacje książkowe
- Kosz z chlebem (arkusz poetycki, Rada Uczelniana Zrzeszenia Studentów Polskich, Katowice 1986)
- Przed snem (arkusz poetycki, Grupa Literacka „Reflektor”, Bytom 1987)
- Protokoły (wiersze, Katowickie Towarzystwo Społeczno-Kulturalne, Katowice 1989)
- Niebo poetów (wiersze, Śląski Fundusz Literacki, Katowice 1990)
- Okruszki z kalendarza (dla dzieci, Księgarnia św. Jacka, Katowice 1990)
- Gorzka rzeka (wiersze, Warszawski Oddział Związku Literatów Polskich, Warszawa 1992)
- Erotyki wszystkie (wiersze, Bytomskie Centrum Kultury – Górnośląskie Towarzystwo Literackie, Bytom 1999)
- Requiem dla pokolenia (szkice krytyczno-literackie, Górnośląskie Towarzystwo Literackie, Katowice 2000)
- Bursztyn i śnieg (wiersze, Górnośląskie Towarzystwo Literackie, Katowice 2002)
- Ślad przeszłości. Bytom wielokulturowy (eseje historyczne, wspólnie z Przemysławem Nadolskim i Dariuszem Walerjańskim, Wydawnictwo arf, Bytom 2004)
- Bytom magiczny. Wypominki (felietony historyczne, Urząd Miejski w Bytomiu, 2006)
- Daleko od Lwowa (wiersze, wspólnie z Lesławem Nowarą i Bogdanem Kasprowiczem, Instytut Lwowski, Warszawa 2006)
- Bytom niezwykły. Historia miasta dla dzieci (Urząd Miejski w Bytomiu, 2007)
- Niezwykły Bytom. Historia miasta dla dzieci (wydanie rozszerzone, wyd. Frodo, Bytom 2010)
- Lwowskie adresy, lwowskie muzeum (wiersze i eseje, wyd. Muzeum Górnośląskie, Bytom 2011)
- Alfabet bytomski (felietony, wyd. Muzeum Górnośląskie, Bytom 2012)
- Oddajcie nam Lwów (publicystyka historyczna, wyd. Bollinari, Warszawa 2012)
- Precz z komuną (eseje i felietony, wyd. Bollinari, Warszawa 2013)
- Okruszki z kalendarza (dla dzieci, ilustracje: Arkadiusz Gacparski, wyd. Bollinari, Warszawa 2013)[2]
- Zaczarowany Lwów. Przewodnik nieoczywisty (przewodnik literacki, Dom Wydawniczy Księży Młyn, Łódź 2023)
- Sekrety Bytomia (Dom Wydawniczy Księży Młyn, Łódź 2024)